# Salah Aboud Mahmoud
Salah Aboud Mahmoud (en árabe صلاح عبود محمود tr.),(Faluya, 1942-Amán, 21 de junio de 2024) fue un comandante militar iraquí que tuvo acción durante el régimen de Saddam Hussein, convirtiéndose en general de división. El 29 de enero de 1991, durante la Guerra del Golfo, estuvo involucrado en la batalla de Jafyi contra las fuerzas de la coalición internacional por el control de la ciudad árabe saudita de Jafyi. También participó en la Guerra Irán-Irak de 1980-1988 y en la batalla de 73 Easting.

## Carrera
Mahmoud nació en Faluya y se desempeñó como ministro de Educación en la década de 1980. Se graduó en el Colegio Militar de Irak en 1962 y obtuvo una maestría en ciencias militares en el Colegio del Estado Mayor en 1974. Luego obtuvo un doctorado en el Colegio Supremo de Guerra de Irak en 1987. También participó en muchos cursos militares dentro y fuera del país. El 29 de enero de 1991 participó en una batalla con las fuerzas de la coalición por el control de la ciudad saudita de Khafji.
Fue homenajeado en varias ocasiones por el Comando General de las Fuerzas Armadas y obtuvo decenas de medallas y medallas. Fue nombrado comandante del Tercer Cuerpo del ejército tras la guerra entre Irán e Irak.

## Conferencia de Safwan
Durante la Guerra del Golfo, el 3 de marzo de 1991 se celebró la Conferencia de Safwan, en la que se acordó un alto el fuego con Irak. El acuerdo fue firmado entre el general estadounidense Norman Schwarzkopf y el príncipe saudí Khalid bin Sultan bin Abdulaziz Al Saud, comandante de las Fuerzas Árabes Conjuntas, por parte de las fuerzas de la coalición y por parte de Irak, los generales de división Sultan Hashem y Salah Aboud Mahmoud. Luego se convirtió en gobernador de la gobernación de Di Car. Más tarde fue gobernador de Anbar y Maysan y sirvió como viceministro del Interior.

## Deserción de Wafiq Al-Samarrai
En diciembre de 1994, el general de división Wafiq al-Samarrai desertó a Jordania y llamó a los oficiales a rebelarse contra el régimen de Saddam Hussein. Mahmoud estaba entre los que convocó, pero no aceptó. A pesar de su relación con muchos de los oficiales nunca fue ejecutado y gradualmente fue obligado a dejar sus funciones gubernamentales.

## Desaparición y muerte
Tras la invasión de Irak en marzo de 2003, desapareció por un tiempo, luego resultó que residía en Amán, Jordania, donde permaneció hasta su muerte el 21 de junio de 2024. La oración fúnebre se realizó en la mezquita de Al-Hamshari después de la oración del mediodía del sábado, y fue enterrado en el Cementerio islámico de Sahab.